# پرچم اورشلیم
به دلیل مناقشات مرزی دولت فلسطین و دولت اسرائیل، و به دلیل اینکه هم فلسطین و هم اسرائیل اورشلیم یا قدس را پایتخت خود می دانند، 

پرچم فلسطینی

پرچم اسرائیلی

هرکدام پرچم خود را برای این شهر ارائه داده اند.

## پیوند به بیرون

نشان فلسطینی

پرچم اسرائیلی

نشان اسرائیلی